# Eccoptopsis
Eccoptopsis is een geslacht van kevers uit de familie bladkevers (Chrysomelidae).
De wetenschappelijke naam van het geslacht werd in 1966 gepubliceerd door Blake.

## Soorten
- Eccoptopsis antennata (Jacoby, 1892)
- Eccoptopsis argentinensis Blake, 1966
- Eccoptopsis boliviensis Blake, 1966
- Eccoptopsis cavifrons (Jacoby, 1887)
- Eccoptopsis clara Blake, 1966
- Eccoptopsis costaricensis Blake, 1966
- Eccoptopsis cyanocosmesa (Blake, 1966)
- Eccoptopsis denticornis (Jacoby, 1887)
- Eccoptopsis laticollis Blake, 1966
- Eccoptopsis mexicana Blake, 1966
- Eccoptopsis piceofasciata (Blake, 1966)
- Eccoptopsis quadrimaculata Blake, 1966